# ميشيل كلير إدواردز
ميشيل كلير إدواردز (بالإنجليزية: Michelle Edwards) هي مدربة تنس ريشة ‏ جنوب أفريقية، ولدت في 11 يوليو 1974 في ديربان في جنوب أفريقيا.

## وصلات خارجية
- ميشيل كلير إدواردز على موقع BWF.tournamentsoftware.com (الإنجليزية)
- ميشيل كلير إدواردز على موقع BWFbadminton.com (الإنجليزية)
- ميشيل كلير إدواردز على موقع اللجنة الأولمبية الدولية (الإنجليزية)
- ميشيل كلير إدواردز على موقع أوليمبيديا (الإنجليزية)
- ميشيل كلير إدواردز على موقع اتحاد ألعاب الكومنولث (مؤرشف) (الإنجليزية)
- ميشيل كلير إدواردز على موقع دورة ألعاب الكومنولث 2006 (مؤرشف) (الإنجليزية)